# Brama Amańska
Brama Amańska (łac. Amani Portae) lub Przełęcz Bahce (turecki: Bahce Geçidi), znana również jako Amanus Pass lub Amanides Pylae (gr. Ἀμανίδες lub Ἀμανικαί Πύλαι) – przełęcz przecinająca łańcuch górski Amanus znajdujący się w prowincji Osmaniye w południowo-centralnej Turcji. Przełęcz łączy Cylicję w południowej Anatolii z północną Syrią.
Przez przełęcz biegnie turecka autostrada O52 (E90).

## Historia
W roku 333 p.n.e. macedońsko-greckie falangi Aleksandra Wielkiego po przejściu Bramy Cylicyjskiej napotkały za Bramą Amańską (Toprakkale) wojska Dariusza III Achemenidy, które na przełomie października i listopada tego roku rozgromiły przy niedalekim Issos.